# Grace Darmond
Grace Darmond (ur. 1898 w Toronto, zm. 1963 w Los Angeles) – amerykańska aktorka pochodzenia kanadyjskiego.
Jej ojciec był muzykiem. Mimo nieśmiałej natury, Darmond marzyła o aktorstwie. Jako aktorka zadebiutowała w 1914 r. rolą w filmie When the Clock Went Wrong. Do 1916 r. pracowała w wytwórni Selig Company. Następnie wystąpiła w serialu Pathé pt. The Shielding Shadow (1916). W 1918 r. wystąpiła w pierwszym filmie wykorzystującym technikę Technicolor – The Gulf Between. Pracowała dla wytwórni Vitagraph, później została wolnym strzelcem, grając głównie w serialach. Po przełomie dźwiękowym w kinie zrezygnowała z aktorstwa.

## Wybrana filmografia
- When the Clock Went Wrong (1914)
- Your Girl and Mine (1914)
- The Quarry (1915)
- Dziecko milionera (1915)
- A Texas Steer (1915)
- The House of a Thousand Candles (1915)
- Czarna owca (1915)
- Czarna orchidea (1916)
- Badgered (1916)
- Temperance Town (1916)
- The Shielding Shadow (1916)
- In the Balance (1917)
- The Gulf Between (1918)
- Czego pragnie każda kobieta (1919)
- Dolina gigantów (1919)
- The Hawk's Trail (1919)
- Below the Surface (1920)
- The Invisible Divorce (1920)
- So Long Letty (1920)
- The Hope Diamond Mystery (1921)
- White and Unmarried (1921)
- Handle with Care (1922)
- Gość o północy (1923)
- Daytime Wifes (1923)
- The Wheel of Fortune (1923)
- Discontented Husbands (1924)
- Alimony (1924)
- The Gaiety Girl (1924)
- The Marriage Clause (1926)
- Wide Open (1927)
- Life in Hollywood (1927)
- Our Wife (1941)[2]